# Liste der Biografien/Muli
Liste der Biografien |
Portal Biografien |
Personensuche
# |
A |
B |
C |
D |
E |
F |
G |
H |
I |
J |
K |
L |
M |
N |
O |
P |
Q |
R |
S |
T |
U |
V |
W |
X |
Y |
Z |
?
 
Ma |
Mb |
Mc |
Md |
Me |
Mf |
Mg |
Mh |
Mi |
Mj |
Mk |
Ml |
Mm |
Mn |
Mo |
Mp |
Mq |
Mr |
Ms |
Mt |
Mu |
Mv |
Mw |
Mx |
My |
Mz
 
Mua |
Mub |
Muc |
Mud |
Mue |
Muf |
Mug |
Muh |
Mui |
Muj |
Muk |
Mul |
Mum |
Mun |
Muo |
Mup |
Muq |
Mur |
Mus |
Mut |
Muu |
Muv |
Muw |
Mux |
Muy |
Muz
 
Mula |
Mulb |
Mulc |
Muld |
Mule |
Mulf |
Mulg |
Mulh |
Muli |
Mulj |
Mulk |
Mull |
Mulm |
Muln |
Mulo |
Mulr |
Muls |
Mult |
Mulu |
Mulv |
Mulw |
Muly |
Mulz
Die Liste der Biografien führt alle Personen auf, die in der deutschsprachigen Wikipedia einen Artikel haben. Dieses ist eine Teilliste mit 30 Einträgen von Personen, deren Namen mit den Buchstaben „Muli“ beginnt.

## Muli

### Mulia
- Mulia, Siti Musdah (* 1958), muslimische Frauenrechtlerin in Indonesien
- Muliaina, Malili (* 1980), samoanisch-neuseeländischer Rugbyspieler
- Muliar, Fritz (1919–2009), österreichischer Kammerschauspieler, Hörspielsprecher und Regisseur
- Muliawan, Agus (1973–1999), indonesischer Journalist

### Mulic
- Mulić, Fejsal (* 1994), serbischer Fußballspieler
- Mulica, David (* 1949), US-amerikanischer Radrennfahrer
- Mülich, Hektor, Augsburger Kaufmann und Chronist
- Mulich, Mathias († 1528), deutscher Fernhandelskaufmann
- Mülichin, Maria († 1628), wegen Hexerei in Flörsheim hingerichtete Person

### Mulie
- Mulier, Pieter († 1659), niederländischer Marinemaler
- Mulier, Pim (1865–1954), niederländischer Sportpionier und Journalist

### Mulik
- Mulik, Björn (* 1972), deutscher DJ, Musiker, Produzent und Labelbetreiber
- Mülikow, Isgender (* 1975), turkmenischer Politiker

### Mulin
- Mulinde-Schmid, Jennifer (* 1982), Schweizer Schauspielerin, Sängerin und Tänzerin
- Mulindwa Mutabesha Mugoma Mweru, Aloys (1922–1997), römisch-katholischer Geistlicher
- Mülinen, Albrecht von (1732–1807), Schultheiss von Bern
- Mülinen, Alice von (1868–1952), Schweizer Dichterin
- Mülinen, Beat Ludwig von (1521–1597), Schultheiss von Bern
- Mülinen, Egbert Friedrich von (1817–1887), Schweizer Historiker und Privatgelehrter
- Mülinen, Friedrich von (1706–1769), Schweizer Politiker
- Mülinen, Hans Wilhelm von († 1449), Schweizer Adliger in Tirol
- Mülinen, Helene von (1850–1924), Schweizer Frauenrechtlerin
- Mülinen, Kaspar von (1481–1538), Schweizer Adliger und Politiker
- Mülinen, Niklaus Friedrich von (1760–1833), Schultheiss von Bern
- Mülinen, Wolfgang Friedrich von (1863–1917), Schweizer Historiker und Hochschullehrer
- Mulino, José Raúl (* 1959), panamaischer Politiker, Diplomat und Jurist
- Mulinuʻu, Mataʻafa II. (1921–1975), samoanischer Politiker, Premierminister von Samoa

### Mulir
- Muliro, Masinde (1922–1992), kenianischer Politiker

### Mulis
- Mulisa, Jimmy (* 1984), ruandischer Fußballspieler
- Mulisch, Harry (1927–2010), niederländischer SchriftstellerHarry Mulisch (1927–2010)

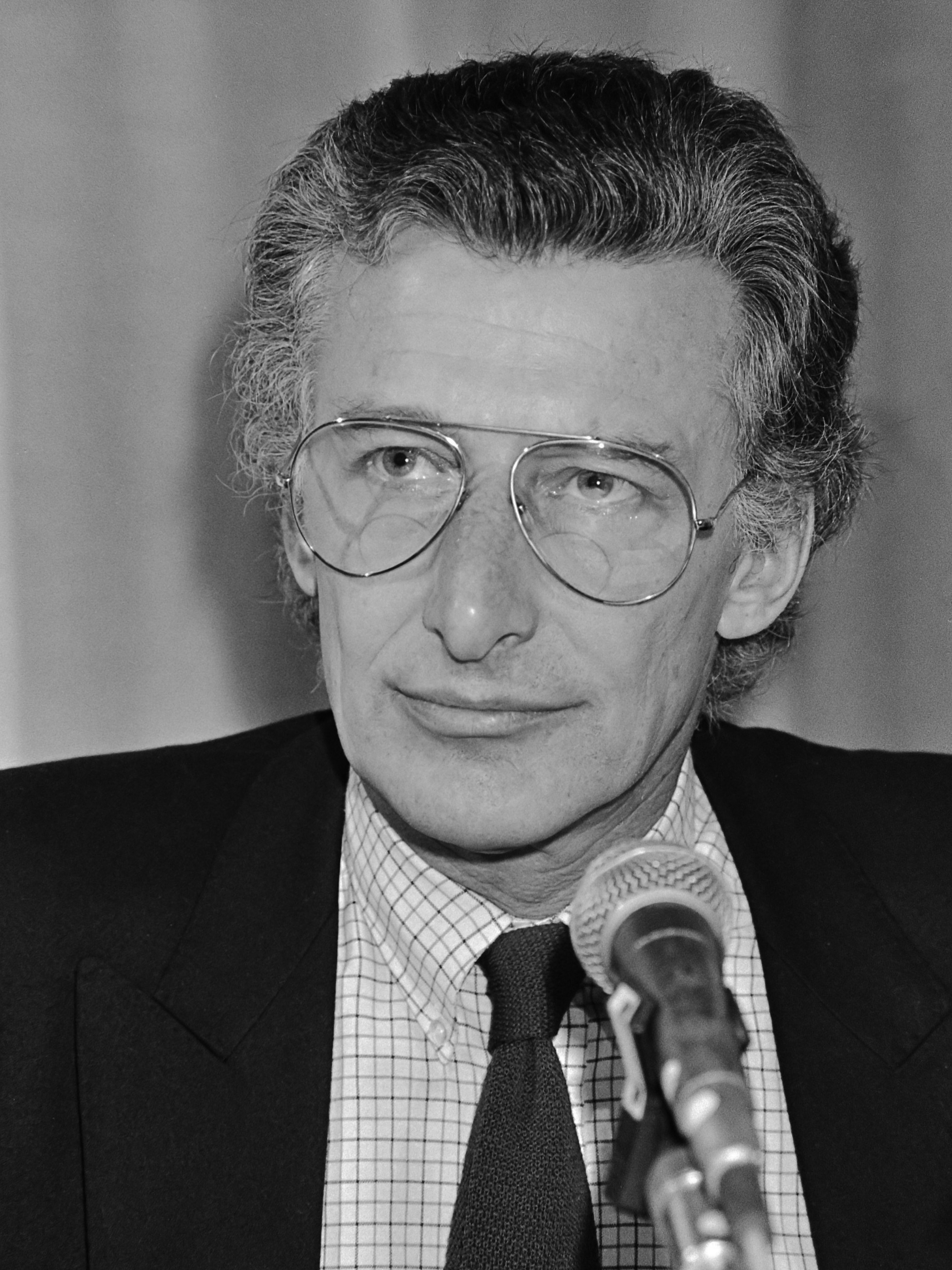
Harry Mulisch (1927–2010)